# 青森信号場
座標: 北緯40度48分58秒 東経140度44分39秒 / 北緯40.81611度 東経140.74417度
青森信号場（あおもりしんごうじょう）は、青森県青森市大字浦町にある青い森鉄道・日本貨物鉄道（JR貨物）・東日本旅客鉄道（JR東日本）の信号場である。
青い森鉄道線筒井駅 - 青森駅間にあり、ここから青森駅を経由せず、直接奥羽本線・津軽線につながる貨物支線（通称、奥羽貨物支線）が通じている。もとは青森操車場（あおもりそうしゃじょう）であったが、大幅に規模が縮小され、現在の形態となった。規模縮小後も東北本線→青い森鉄道線と津軽海峡線・奥羽本線を直通する貨物列車の機関車交換作業拠点として機能している。なお、青い森鉄道線の旅客列車の運転士および車掌の運転時刻表にも「青森（信）」という名称で当信号場の通過時刻が記載されており、JRからの移管後も採時箇所として残されている（八戸貨物駅も同様）。

## 歴史
かつて青森操車場は「東北三大操車場」と呼ばれ、東西約900 m、南北30 - 250 m、面積は約21.5 haあった。貨車の取扱数は1970年では一日当たり約300両であった。浦町駅に抜ける当時の東北本線は操車場の半ばを過ぎた辺りで分岐するが、操車場自体は開設当時から現在の位置にあった。敷地はさやえんどうのような形に見えるが、当時の操車場は中央部付近に建物があった関係上さやえんどうを西部に一つ、東部に二つ組み合わせたような線路配線をしていた。
この操車場が設置されたことで、青函航路を経由する貨物の取り扱いははかどるようになったが、当時青森市中心街に入る主要道路であった柳町通り（現在の青森県道120号荒川青森停車場線）を分断することになったため、青森市の南の郊外との交通がやや不便になったことは否めない。その後、地元から跨線橋建設の陳情はなされ、1986年（昭和61年）に青森中央大橋が建設され、約60年ぶりに、操車場をはさむ南北の交通が復活したかたちになった。
1970年代に東北新幹線の盛岡駅以北の建設計画策定時や、1990年代から2000年頃にミニ新幹線構想が浮上した際には、ここに新幹線の新駅を置くべきとの提案があった。
東部操車場跡地の青い森セントラルパークに新駅（予想1日平均乗車人員1,392人）整備が計画されている。
また、青森県立中央病院と青森市民病院との統合が協議され、2022年2月に将来的に青森市内に新病院を建設して県と市で共同経営する方針で合意したが、青森操車場跡地が建設候補地になっている

### 年表
- 1926年（大正15年）10月25日：国有鉄道東北本線の青森操車場の使用が開始される。同時に青森駅と浦町駅との間にそれぞれ小運転線が開通しており、これをもって青森駅 - 浦町駅間の複線化とする資料もある。奥羽貨物支線 滝内信号場 - 青森操車場間もこの時に開通。
- 1945年（昭和20年）8月10日：アメリカ軍によってターゲット997とナンバリングされ爆撃される。
- 1949年（昭和24年）6月1日：日本国有鉄道法施行に伴い、日本国有鉄道（国鉄）に継承。
- 1966年（昭和41年）8月1日：青森操車場 - 青森駅間の小運転列車と本線列車を立体化することを常務会で決定。本線の高架化工事が行われる。本線はこれにより複線化した後も実質単線扱いとなる。
- 1968年（昭和43年）7月21日：東北本線ルート変更。東北本線が完全に並行する形となる。
- 1984年（昭和59年）2月1日：操車場機能廃止。西側が信号場として使用が続けられることになる。
- 1986年（昭和61年）11月1日：信号場に降格、青森信号場に変更。
- 1987年（昭和62年）4月1日：国鉄分割民営化に伴い、日本貨物鉄道（JR貨物）に帰属する信号場となる。
- 1988年（昭和63年）3月13日：「北斗星」3・4号の運転士・車掌交替が行われるようになる。後に青森駅に変更。
- 2000年（平成12年）4月1日：JR貨物の青森信号場と青森機関区を統合し、青森総合鉄道部を設置[1]。組織上、旧青森信号場は輸送課、旧青森機関区は運転課となる[1]。
- 2002年（平成14年）8月25日：市民と企業と行政の連携の下で信号場周辺に約30,000本の花が植えられる。
- 2003年（平成15年）4月25日：青森信号場東の操車場跡地に青い森セントラルパークが開園。
- 2006年（平成18年）3月18日：「北斗星」1 - 4号、「トワイライトエクスプレス」が青森駅経由から奥羽貨物支線経由に変更され、運転士交代および機関車交換を行うことになる。
- 2010年（平成22年）12月4日：東北本線が青い森鉄道に移管され、青い森鉄道線の信号場となる。
- 2012年（平成24年）3月17日：「北斗星」と「トワイライトエクスプレス」が奥羽貨物支線経由から青森駅に再び変更される。

## 構造
本線は下り本線と上り本線の2線。青森駅までは複線だが、旅客線（青い森鉄道上下本線）は高架になっている単線を限定使用するため青森信号場 - 青森駅間は実質単線扱いとなっている。そのため列車交換することがある。なお当信号場から八戸方面への上り列車は青い森鉄道下り本線と、津軽海峡線経由の列車は奥羽本線及び青森車両センター回送線と各々平面交差する。青森駅構内 - 滝内信号所 - 車両センターおよび津軽線分岐点間は津軽線・青森車両センター回送線・奥羽本線の単線並列となっている。
着発線は「着1番」から「着4番」まである。貨物列車が使用し、ここで牽引機関車の交換を行い、運転士交代も行われる。構内の信号扱いを行う信号扱所（日本貨物鉄道（JR貨物）青森総合鉄道部輸送課）が設けられており、JR貨物の係員が勤務する。日本海縦貫線経由で北海道と北陸・関西以西を結ぶ貨物列車は奥羽貨物支線を2度通り、当信号場にて進行方向が変わる。構内に隣接してJR貨物青森総合鉄道部運転課（運転士が所属・旧青森機関区）および青い森鉄道の運輸管理所（乗務員および車両が所属・旧JR東日本青森車両センター東派出所）が設置されている。かつては転車台も存在し、稼動停止後も2010年の時点では残存していたが、2011年には撤去されており、跡が砕石で埋められている。1954年の写真ではそれとは別にもう1台の転車台も確認できるが、これは1989年の時点では既に跡形も無かった。
構内の信号扱い業務はJR貨物が直営で行い、操車業務は、2000年（平成12年）8月の時点では八戸臨海鉄道に委託されていた。2023年（令和5年）の時点の文献・資料では、八戸臨海鉄道は隣接する青い森鉄道の運輸管理所等の構内入換を受託しているが、青森信号場での操車業務受託の記述はない。
信号場周辺には公園化こそされていないが花壇（約0.4 ha）があり、青森市の隠れた名所として親しまれている。

## 周辺
- 青い森セントラルパーク - 操車場跡地に設けられた公園。
- 青森中央大橋 - 青森信号場の上に設けられている橋。
- 八甲田大橋（国道103号観光通り）
- サンロード青森

## 隣の駅
青い森鉄道
■青い森鉄道線
筒井駅 - 青森信号場 - 青森駅
東日本旅客鉄道（JR東日本）
■奥羽本線（貨物支線）
新青森駅 - （滝内信号所） - 青森信号場

### かつて存在した路線
日本国有鉄道（国鉄）
東北本線（旧線）
浦町駅 - 青森操車場 - 青森駅